# 名護バスターミナル

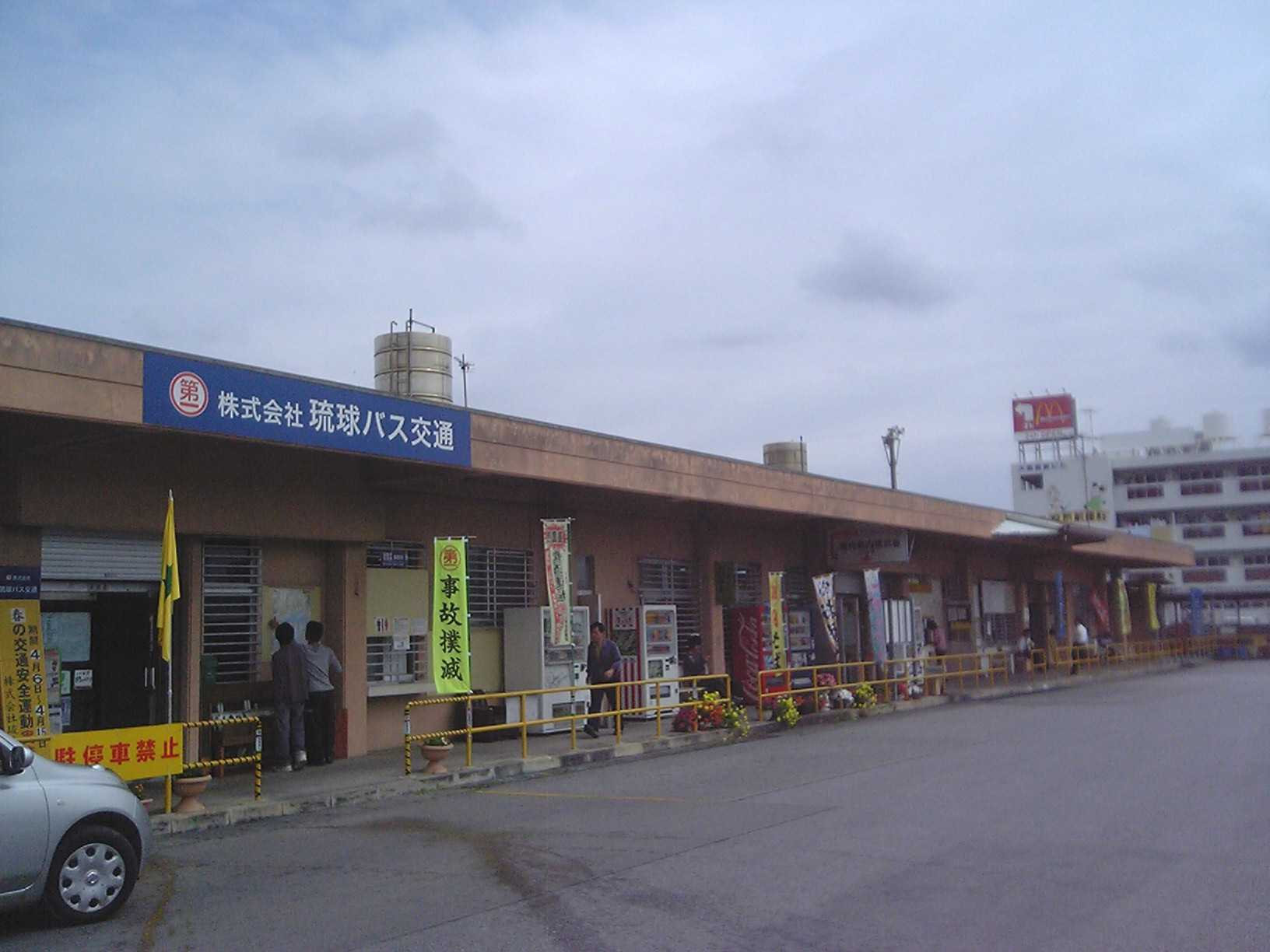
名護バスターミナル

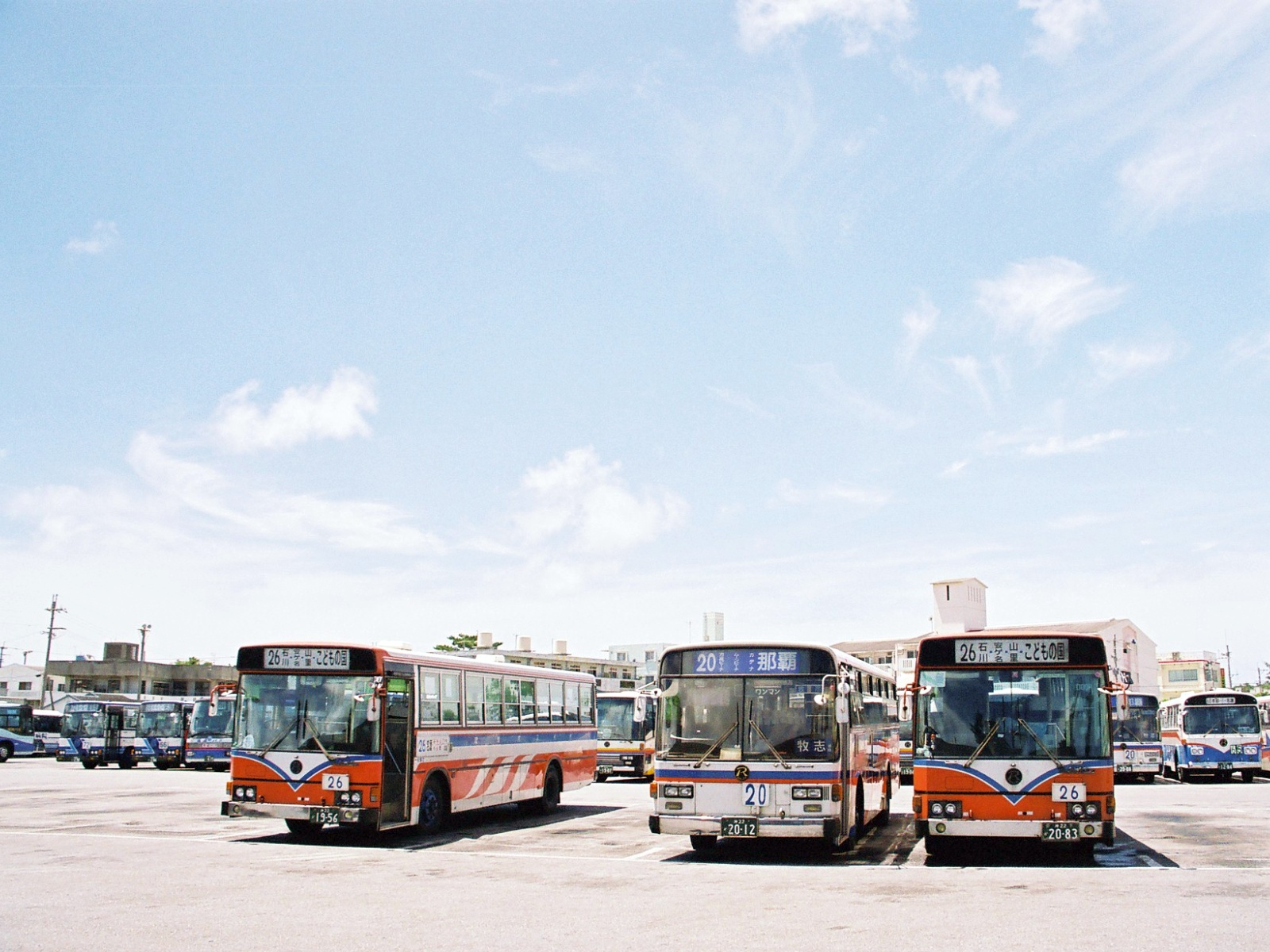
車庫

名護バスターミナル（なごバスターミナル）は、沖縄県名護市宮里にあるバスターミナルである。琉球バス交通・沖縄バス・那覇バス・東陽バスの4社が共同管理しており、自動車ターミナル法では専用バスターミナルに分類される。4社共通の高速バスや沖縄バスの那覇 - 名護線、名護 - うるま線の発着地として利用されているほか、ほとんどは北部地域の路線の始発地として設置されている。
出張所が設置されているバスターミナルとしては沖縄本島最北端に位置する。

## 概要
- 所在地 - 沖縄県名護市字宮里444-1[1]
  - 琉球バス交通名護営業所 - 沖縄県名護市字宮里444-1
  - 沖縄バス名護出張所・名護工場 - 沖縄県名護市字宮里444-2
- 境域面積 - 10,000 m2[1]
- バース数 - 10[1]
- 発着系統数 - 
  - 沖縄バス単独運行路線 - 2系統（22番、77番）
  - 琉球バス交通、沖縄バス共同運行路線 - 9系統（20番、65番、66番、67番、70番、72番、76番、78番、120番）
  - 琉球バス交通、沖縄バス、那覇バス共同運行路線 - 1系統（117番）
  - 琉球バス交通、沖縄バス、那覇バス、東陽バス共同運行路線 - 1系統（111番）

## 沿革
- 1958年 - 琉球バス（現・琉球バス交通）と沖縄バスが別々に設置していたバスターミナルを名護町（現・名護市）港1丁目に統合し設置。
- 1970年代末 - 名護市港1丁目より同市港2丁目へ移転。
- 1983年9月5日 - 名護市港2丁目より現在地へ移転。供用開始。
- 2008年10月1日 - 21番・名護東線が廃止。これにより、当バスターミナルを発着する琉球バス交通の単独運行路線はなくなった。
- 2009年4月1日 - 沖縄バスの業務組織変更により名護営業所を名護出張所に。

## 構造
- 1-5番乗り場のある乗車ホーム、降車ホームがある。降車ホーム側には売店もある。
- 1・3番のりばは那覇方面の路線（一部はうるま折り返し）、2・4番のりばは北部地域の路線、5番のりばは高速バスが利用している
- 琉球バス交通名護出張所、沖縄バス名護出張所・名護工場が構内にある。高速バスのみの乗り入れである那覇バス、東陽バスは事務所を持たない。

## 周辺
名護市の中心部に近い場所に位置している。道路は国道58号が隣接し、国道449号にも近い。名護市役所は当バスターミナルより約1km南東（国道58号を那覇方面に下る）にあり、当バス停ではなく名護市役所前停留所および名護市役所北口停留所が最寄り。
- 裁判所（那覇地方裁判所名護支部、那覇家庭裁判所名護支部、名護簡易裁判所）
- 名護地方合同庁舎（那覇地方検察庁名護支部、名護区検察庁、那覇地方法務局名護支局、名護労働基準監督署）
- 沖縄県立北部農林高等学校
- 名護市立大宮小学校
- 沖縄県立名護特別支援学校
- 21世紀の森（名護市営球場、名護市営ラグビー・サッカー場、名護市21世紀の森体育館、21世紀の森ビーチ）
- ホテル21世紀
- ホテルゆがふいんおきなわ
- やんばる急行バス 名護バスターミナル前バス停（那覇空港方面・美ら海水族館、今帰仁方面）2019年6月1日開設。バスターミナル敷地外の近隣地に設置。

## 発着路線
| のりば    | 番号 | 路線                   | 主な経由地（括弧内は一部の便のみが経由）                                         | 行き先                            | 運行会社                                |
| --------- | ---- | ---------------------- | -------------------------------------------------------------------------------- | --------------------------------- | --------------------------------------- |
| 1番のりば | 22   | 名護〜うるま線         | 辺野古・金武・石川・安慶名                                                       | 中部病院                          | 沖縄バス                                |
| 1番のりば | 77   | 名護東（辺野古）線     | 辺野古・金武・石川・安慶名・コザ・普天間・伊佐・久茂地（美栄橋）                 | 那覇バスターミナル                | 沖縄バス                                |
| 2番のりば | 66   | 本部半島（今帰仁）線   | 伊差川・仲宗根・備瀬（謝花）・（瀬底）・渡久地                                   | 名護バスターミナル（循環）        | 琉球バス交通 沖縄バス                   |
| 2番のりば | 67   | 辺土名線               | （名護高校）・伊佐川・真喜屋・源河・塩屋橋・喜如嘉                               | 辺土名バスターミナル              | 琉球バス交通 沖縄バス                   |
| 2番のりば | 72   | 屋我地線               | 伊差川・真喜屋・済井出・屋我地                                                   | 運天原                            | 琉球バス交通 沖縄バス                   |
| 3番のりば | 20   | 名護西線               | 万座ビーチ・ムーンビーチ・嘉手納・北谷・伊佐・牧志                               | 那覇バスターミナル                | 琉球バス交通 沖縄バス                   |
| 3番のりば | 120  | 名護西空港線           | （名護高校）・万座ビーチ・ムーンビーチ・嘉手納・北谷・伊佐・牧志（久茂地）・旭橋 | 那覇空港                          | 琉球バス交通 沖縄バス                   |
| 4番のりば | 65   | 本部半島（渡久地）線   | 渡久地・（瀬底）・備瀬（謝花）・仲宗根・伊差川                                   | 名護バスターミナル（循環）        | 琉球バス交通 沖縄バス                   |
| 4番のりば | 70   | 備瀬線                 | 為又・伊豆味・渡久地・備瀬・謝花・浦崎                                           | 名護バスターミナル（循環）        | 琉球バス交通 沖縄バス                   |
| 4番のりば | 70   | 備瀬線                 | 為又・伊豆味・渡久地・謝花・備瀬・浦崎                                           | 名護バスターミナル（循環）        | 琉球バス交通 沖縄バス                   |
| 4番のりば | 76   | 瀬底線                 | 為又・伊豆味・渡久地                                                             | 瀬底                              | 琉球バス交通 沖縄バス                   |
| 4番のりば | 78   | 名護東部線             | （名護高校）・世富慶・二見・（大川）・三原・嘉陽・底仁屋・（天仁屋）             | 有津                              | 琉球バス交通 沖縄バス                   |
| 5番のりば | 111  | 高速バス               | 世冨慶・沖縄自動車道・国場・旭橋                                                 | 那覇空港                          | 琉球バス交通 沖縄バス 那覇バス 東陽バス |
| 5番のりば | 117  | 高速バス（美ら海直行） | 本部港・記念公園前                                                               | ホテルオリオンモトブリゾート&スパ | 琉球バス交通 沖縄バス 那覇バス          |
| 5番のりば | 117  | 高速バス（美ら海直行） | 世冨慶・沖縄自動車道・国場・旭橋                                                 | 那覇空港                          | 琉球バス交通 沖縄バス 那覇バス          |

## 琉球バス交通名護営業所の管轄路線

### 現行路線
- 65番・本部半島（渡久地）線（沖縄バスとの共同運行）
- 66番・本部半島（今帰仁）線（沖縄バスとの共同運行）
- 67番・辺土名線（沖縄バスとの共同運行）
- 70番・備瀬線（沖縄バスとの共同運行）
- 72番・屋我地線（沖縄バスとの共同運行）
- 76番・瀬底線（沖縄バスとの共同運行）
- 78番・名護東部線（沖縄バスとの共同運行）
- 111番・高速バス（沖縄バス、那覇バス、東陽バスとの共同運行）
- 117番・高速バス（美ら海直行）（沖縄バス、那覇バスとの共同運行）
- 120番・名護西空港線（沖縄バスとの共同運行）

### 廃止された路線
- 21番・名護東線
- 26番・名護こどもの国線
- 69番・奥線（沖縄バスとの共同運行）
- 71番・運天線（沖縄バスとの共同運行）
- 73番・川田線（沖縄バスとの共同運行）
- 74番・名護東部（平良）線（沖縄バスとの共同運行）
- 75番・呉我山線
- 77番・辺野古〜名護線（沖縄バスとの共同運行）
- 120番・空港リゾート西線（沖縄バスとの共同運行）

## 沖縄バス名護出張所の管轄路線

### 現行路線
- 22番・名護〜うるま線
- 65番・本部半島（渡久地）線（琉球バス交通との共同運行）
- 66番・本部半島（今帰仁）線（琉球バス交通との共同運行）
- 67番・辺土名線（琉球バス交通との共同運行）
- 70番・備瀬線（琉球バス交通との共同運行）
- 72番・屋我地線（琉球バス交通との共同運行）
- 76番・瀬底線（琉球バス交通との共同運行）
- 77番・名護東（辺野古）線
- 78番・名護東部線（琉球バス交通との共同運行）
- 111番・高速バス（琉球バス交通、那覇バス、東陽バスとの共同運行）
- 117番・高速バス（美ら海直行）（琉球バス交通、那覇バスとの共同運行）

### 廃止された路線
- 69番・奥線（琉球バスとの共同運行）
- 71番・運天線（琉球バスとの共同運行）
- 73番・川田線（琉球バス交通との共同運行）
- 74番・名護〜平良線
- 74番・名護東部（平良）線（琉球バスとの共同運行）
- 76番・伊豆味線
- 77番・辺野古〜名護線
- 81番・源河線
- 120番・空港リゾート西線（琉球バスとの共同運行）

## 隣のバス停
20番・22番・67番・72番・76番（高校経由）・77番・78番・120番
名護バスターミナル - 宮里三丁目
20番・67番・77番・78番・120番（すべて高校経由）
名護バスターミナル - 第二名座喜原
65番・66番・70番・72番（高校経由）・76番・111番・117番（那覇空港行）
名護バスターミナル - 名護市役所前
117番（美ら海水族館行）
名護バスターミナル - 本部港